# McDonald (Carolina del Norte)
McDonald es un pueblo ubicado en el condado de Robeson en el estado estadounidense de Carolina del Norte. En el año 2000 tenía una población de 119 habitantes en una superficie de 0.7 km², con una densidad poblacional de 175.9 personas por km².

## Geografía
McDonald se encuentra ubicado en las coordenadas 34°33′12″N 79°10′34″O / 34.55333, -79.17611. Según la Oficina del Censo, la localidad tiene un área total de 0,7 km² (0,3 mi²), de la cual 0,7 km² (0,3 mi²) es tierra y 0 km² (0 mi²) (0.0%) es agua.

### Localidades adyacentes
El siguiente diagrama muestra a las localidades en un radio de 16 kilómetros (9,9 mi) de McDonald.

## Demografía
En el 2000 la renta per cápita media del hogar era de $37.083, y los ingresos medios para una familia eran de 37.917. En 2000 los hombres tenían unos ingresos medios per cápita de $22.917 contra $26.875 para las mujeres. Los ingresos medios per cápita para la localidad eran de $15.396. Ninguno de sus habitantes estaba por debajo del umbral de pobreza nacional.